# Chuisnes
Chuisnes település Franciaországban, Eure-et-Loir megyében. Lakosainak száma 1123 fő (2022. január 1.). Chuisnes Le Thieulin, Fruncé és Courville-sur-Eure községekkel határos.

## Népesség
A település népességének változása:
| Lakosok száma | 542  | 694  | 782  | 931  | 1078 | 1114 | 1127 | 1106 | 1096 | 1123 |
|               | 1968 | 1982 | 1990 | 2006 | 2013 | 2015 | 2017 | 2019 | 2020 | 2022 |